# Carlos Homo-Dei Lasso de la Vega
Carlos Manuel Homo-Dei Lasso de la Vega, también nombrado como Carlos Manuel Homo-Dei Moura y Pacheco (Madrid, 1654 - ib., 16 de enero de 1725) fue un noble y hombre de Estado español.

## Biografía
Fue hijo y heredero de Agustín Homo-Dei y Portugal, marqués de Almonacid, y de María Pacheco y Mendoza. 
Contrajo matrimonio dos veces, en ambas sin sucesión: 
- El 30 de noviembre de 1678 en la iglesia de san Martín de Madrid[1] con Leonor de Moura Corterreal y Moncada (n. Roma - m. 1706), marquesa de Castel Rodrigo, condesa de Lumiares y duquesa de Nochera, que el año anterior había quedado viuda del virrey de Sicilia Anielo de Guzmán; a partir de este matrimonio comenzó a utilizar los apellidos y títulos nobiliarios de su mujer; la pareja tuvo un solo hijo, nacido el 24 de febrero de 1680 y que murió siendo aún un bebé unos meses después.
- En 1710 con Francisca María Manuela Fernández de Córdoba, condesa de Casa Palma y de las Posadas, viuda de Francisco Nicolás de Ayala Velasco y Cárdenas, conde de Fuensalida. El matrimonio no tuvo sucesión.

Comendador mayor de la orden de Cristo, sirvió como gentilhombre de cámara de Carlos II, con quien desempeñó el cargo de virrey de Cerdeña en 1690 y de Valencia entre 1691 y 1696; tras la muerte del rey entró al servicio de Felipe V, actuando como embajador ante la corte de Turín con motivo del matrimonio del rey con María Luisa de Saboya, 
de quien quedó como su caballerizo mayor; fue también consejero de estado desde 1704.
| Predecesor: Nicolás Pignatelli Aragón | Virrey de Cerdeña 1690         | Sucesor: Luis Moscoso Ossorio    |
| Predecesor: Luis Moscoso Ossorio      | Virrey de Valencia 1691 - 1696 | Sucesor: Alfonso Pérez de Guzmán |

## Apellidos Relacionados
Hommo, Bonimi, Homo, Aumeau